# De derecho pontificio
En la Iglesia católica, «de derecho pontificio» es el término dado en el derecho canónico a las instituciones eclesiásticas (como los institutos religiosos o seculares, o las sociedades de vida apostólica) erigidas por la Santa Sede o aprobadas por ésta mediante decreto formal, conocido por el nombre en latín decretum laudis.
Las instituciones de derecho pontificio dependen de un modo inmediato y exclusivo de la Sede Apostólica en cuanto al régimen interno y a la disciplina. Se contraponen a las de derecho diocesano (esto es, las erigidas por un Obispo diocesano y que no han recibido un decreto de aprobación por parte de la Sede Apostólica).

## Historia
A finales del siglo XIX las comunidades religiosas se distinguían entre órdenes religiosas con votos solemnes y congregaciones de votos simples. Solo el voto solemne tiene valor delante de la Iglesia y de las autoridades civiles.
En el año 1215, con el IV Concilio de Letrán, el papa Inocencio III instauró una regla por la que sin su potestad y autorización, ninguna orden regular podía ser fundada sin la aprobación pontificia. Los obispos todavía mantenían el derecho a fundar comunidades cuyos miembros viviesen como religiosos sin serlo realmente. Posteriormente este grupo asumió el nombre de congregaciones de voto simple o sencillo.
Las congregaciones de voto sencillo, sobre todo femeninas, se multiplicaron notablemente durante los siglos XVII y XVIII y, también al inicio del siglo XIX, muchas de ellas solicitaron en Roma el reconocimiento papal: en 1816 la Santa Sede inició la aprobación de las congregaciones de voto simple que sin embargo, continuaron sin ser reconocidas como institutos religiosos.
En el año 1854 Giuseppe Andrea Bizzarri, secretario de la Congregación para los Institutos de Vida Consagrada y las Sociedades de Vida Apostólica, desarrollando un mandato del papa Pio IX, un procedimiento de aprobación de congregaciones con votos simples que viene autorizado por su obispado en el 1861.
Con este nuevo procedimiento diocesano se diferenció formalmente la erección de un instituto, adjuntándolo a una diócesis, y haciendo innecesaria su aprobación por parte de la Santa Sede. Es por tanto que la erección de un instituto tiene la calificación "de derecho diocesano" cuando queda bajo la tutela del obispo de una diócesis en la que se encuentra localizada la fundación. Conforme se va consolidando la fundación y va adquiriendo importancia, la Santa Sede concede al nuevo instituto el decretum laudis, colocándolo bajo su tutela directa, convirtiendo al instituto en sujeto de status "de derecho pontificio".
La distinción de status jurídico de un instituto de derecho diocesano y de uno de derecho pontificio viene elaborada de modo definitivo con la constitución apostólica Conditae a Christo del papa Leon XIII (8 de diciembre de 1900).